# Трешња
Трешња (Prunus subg. Cerasus), раније црешња/чрешња (од лат. cerasia) je листопадна дрвенаста биљка из потфамилије Prunoideae, чији се истоимени плодови користе у људској исхрани као воће. Најчешће је висока око 20 m. У Европи се све ређе може наћи у природи па је ова врста дрвећа данас угрожена. Трешња је припитомљена и има велики значај у воћарској производњи.

## Изглед и грађа
Трешња може достићи висину од 30 до 32 метра, а пречник стабла може бити 50 или више cm. Кора је свијетло до тамносмеђа са карактеристичним хоризонталним линијама, које временом све више дебљају и на тим мјестима се јављају пукотине. Испочетка, док је дрво још младо, линије се скоро и не примјећују, да би с временом и кора задебљала, а линије прелазе иу пукотине. Кора може и да се љушти у хоризонталне траке. Листови су елиптичног, односно више јајастог облика, на ободу су тестерасти, дуги око 10, а широки око 5 cm и перасте су нерватуре. Имају карактеристичне црвенкасто-смеђе жлијезде на петељци, у близини лиске. Цвијет је бијеле боје и налази се на дугој петељци. Пупови су елипсоидни и зашиљени, тамносмеђе су боје и прекривени са више љуспи. Цвјетови се јављају у великом броју и густо су распоређени и груписани. Карактеристика цијеле потфамилије, па и трешње, је грађа цвијета, који има један оплодни листић. У плоднику има два сјемена заметка, од којих се често само један развија у сјеме. Плод је типична монокарпна коштуница, лоптаст је и има тамноцрвену, ружичасту или жуту боју. Пречник му је око 1 cm, а у културних сорти може бити крупнији. Плод трешње је изузетно меснат и слатког је укуса.

## Животни услови
На Балкану се јавља у мезофилним шумама у природи. Хелиофитна је врста и захтијева пуно свјетлости на станишту. Успијева на сувљем, осунчаном земљишту, али више јој одговарају богата и умјерено влажна тла.

## Распрострањеност и значај
Трешња је широко распрострањена у средњем и западном дијелу Европе, на Балкану, Апенинском и сјеверном дијелу Пиринејског полуострва. Има је и на Медитерану, али се рјеђе среће. У најјужнијим дијеловима Европе расте на нешто већим надморским висинама. У Азији се може наћи на Кавказу, Криму и дијеловима Мале Азије. Трешња има велики значај као пољопривредна биљка, јер је припитомљена и једна је од најзаступљенијих биљака у воћарству, због својих укусних плодова, који се користе у свјежем и прерађеном стању. Данас је вјештачком селекцијом и оплемењивањем створен велики број сорти трешања који су врло честе воћарске културе у цијелом свијету. Бројни су разлози: не захтијева посебну конструкцију приликом узгоја, није захтјевна ни у погледу резидбе, а отпорна је на многе болести и штетнике. Трешња је позната још из праисторије, кад су за њу знали људи из бронзаног доба, тачније 2000 година п. н. е. У 8. вијеку п. н. е. трешња је већ била припитомљена и људи су користили њене плодове. Сматра се да су прве трешње гајене на територији Мале Азије и Грчке. Поред тога што се користе у људској исхрани, плодове трешње једу и животиње и на тај начин доприносе размножавању трешње у природи.

## Култивари
Следеће култиваре је Краљевско хортикултурно друштво наградило Наградом за заслуге у врту:
| Име | Висина | Ширина | Реф.   |
| --- | ------ | ------ | ------ |
|     | 8m     | 8m     | [ 4 ]  |
|     | 8m     | 4m     | [ 5 ]  |
|     | 8m     | 8m     | [ 6 ]  |
|     | 8m     | 4m     | [ 7 ]  |
|     |        |        |        |
|     | 12m    | 8m     | [ 8 ]  |
|     |        |        |        |
|     | 12m    | 12m+   | [ 9 ]  |
|     | 4m     | 4m     | [ 10 ] |
|     | 8m     | 8m     | [ 11 ] |
|     | 4m     | 4m     | [ 12 ] |
|     | 12m    | 8m     | [ 13 ] |
|     | 12m    | 8m     | [ 14 ] |
|     | 4m     | 4m     | [ 15 ] |

| Име                 | Висина | Ширина | Реф.   |
| ------------------- | ------ | ------ | ------ |
|                     | 4m     | 4m     | [ 16 ] |
|                     | 8m     | 8m     | [ 17 ] |
|                     | 12m    | 8m+    | [ 18 ] |
|                     | 8m     | 8m     |        |
| (дивља трешња)      | 12m+   | 8m+    |        |
|                     | 1.5m   | 1.5m   | [ 19 ] |
| (Саргентова трешња) | 12m+   | 8m+    | [ 20 ] |
| (Тибетанска трешња) | 12m    | 8m+    | [ 21 ] |
|                     | 8m     | 8m     | [ 22 ] |
|                     | 8m     | 8m     | [ 23 ] |
|                     | 8m     | 8m     | [ 24 ] |
|                     | 12m    | 8m     | [ 25 ] |
|                     | 4m     | 4m     | [ 26 ] |
|                     | 8m     | 8m+    | [ 27 ] |

## Производња
Године 2014, светска продукција слатких трешања је била 2,25 милиона тона, при чему је Турска произвела 20% укупне количине. Други већи произвођачи слатиких трешања су били Сједињене Државе и Иран. Светска продукција киселих трешања је 2014. износила 1,36 милиона тона, а водећи произвођачи су били Русија, Украјина, Турска и Пољска.

### Европа
Највећи комерцијални воћњаци трешње у Европи су у Турској, Италији, Шпанији и другим земљама медитеранског региона, и у мањој мери у Балтичким земљама и јужној Скандинавији.
У Француској од 1920-их, прве трешње сезоне приспевају у априлу/мају из региона Сере (Источни Пиринеји), где локални произвођачи шаљу, по традицији од 1932, прву гајбу трешања председнику републике.

### Северна Америка
У Сједињеним Државама, највећи део слатких трешања се узгаја у Вашингтону, Калифорнији, Орегону, Висконсину, и Мичигену. Значајне сорте трешње су Бинг, Алстер, Рејнир, Брукс, Тулери, Кинг, и Свитхарт. Орегон и Мичиген производе светло обојене Ројал Ан (Наполеон; алтернативно Квин Ан) трешње за процес марашино трешње. Већина киселих трешања (које се исто тако називају тарт) узгаја се у Мичигену, коме следе Јута, Њујорк, и Вашингтон. Неке од сорти су Нанкинг и Еванс. Траверс Сити у Мичигену се назива „светском престоницом трешања”, и у њену се одржава Национални фестивал трешања и прави највећа пита од трешања на свету. Специфични регион северног Мичигена познат по продукцији тарт трешања се назива „Траверс Беј” регионом.
Већина сорти трешње има захтев за хлађењем од 800 или више сати, што значи да би изашле из дормантног стања, процветале и формирале плод, зимска сезона мора да има најмање 800 сати са температурама испод 45 °F (7 °C). Сорте „мале хладноће” које захтевају 300 сати или мање су Мини Ројал и Ројал Ли, којима је неопходно унакрсно опрашивање, док се сорта Ројал Кримзон самоопрашује. Ови варијетети обухватају широк опсег узгојних услова у САД. Сорте „мале хладноће” узгајају калифорнијски произвођачи трешања, при чему је Калифорнија други по величини произвођач слатких трешања у САД.
Домаће и увезене сорте трешања добро успевају у канадским провинцијама Онтарио и Британска Колумбија, где се годишњи фестивал трешања одржава већ седам деценија у Оканаганској долини у граду Осојус. Осим Оканагена, други региони узгоја трешања у Британској Колумбији су Симилкаминска долина и Кутенејска долина, при чему ова три региона заједно произведу 5,5 милиона kg годишње или 60% укупне канадске продукције. Сорте слатких трешања у Британској Колумбији су Рејнир, Ван, Чилан, Лапинс, Свитхарт, Скина, Стакато, Кристалина и Бинг.

## Нутритивна вредност
Сирове слатке трешње садрже 82% воде, 16% угљених хидрата, 1% протеина, и занемарљиве количине масти (табела). Као сирово воће, слатке трешње пружају мали хранљиви садржај по сервирању од 100 g, и једино дијететска влакна и витамин Ц су присутни у умереним количинама, док други витамини и дијетарни минерали сваки доприноси са мање од 10% дневно потребних количина (ДВ) по сервирању (табела).
У поређењу са слатким трешњама, сирове киселе трешње садрже 50% више витамина Ц по сервирању од 100 g (12% ДВ) и око 20 пута више витамина А (8% ДВ), посебно бета-каротена (табела).

## Друге употребе
Дрво трешње је цењено због његове богате боје и равних зрна у производњи финог намештаја, посебно радних и трпезаријских столови, и столице.

### Трешња у традицији и митологији
Кора трешње је основни материјал који се користи за прављење лила током обреда под називом Лилање или Паљење петровданских лила. Ово је обичај који је вековима присутан код сточарског становништва на подручју западне Србије. Везан је за празник Петровдан посвећен Светим Апостолима Петру и Павлу, који се прославља 12. јула. Овај народни обичај се код Срба, осим на Петровдан, упражњава и пред Велике покладе, уочи Ивањдана, Спасовдана и Ђурђевдана. Сличан обичај присутан је код свих Словенских народа, али и код многих других.
Да би се направиле лиле кора трешње се тракасто ољушти, савије кружно попут "ветрењаче" и причврсти на врх лесковог штапа дужине око 1 метар. Да би била спремна за употребу, односно лако запаљива, овако направљена лила суши се неколико дана. Централни догађај светковине је паљење лила и праћен је низом обичаја.
Године 2017, на предлог Центра за културу „Вук Караџић” из Лознице, обичај паљења петровданских лила или лилање уврштен је у Национални регистар нематеријалног културног наслеђа Србије.